# Smart Automobile
Смарт (нім. Smart) — марка автомобілів особливо малого класу, що випускаються однойменною компанією, яка належить міжнародному автопромисловому концерну Mercedes-Benz Group.

## Історія

Smart Fortwo

Хоча Smart з'явився на ринку тільки восени 1998, у нього є багата історія в концерні DaimlerChrysler.
Проектування принципово нового міського малолітражного автомобіля почалося вже в 1972. Групу розробників Daimler-Benz AG очолив Johann Tomforde.
У 1989 один з підрозділів The Swatch Group Ltd. (Швейцарія) під керівництвом Ніколаса Хайєка зайнялося розробкою оригінального дизайну майбутнього автомобіля. У 1993 в Mercedes-Benz починається розробка техніко-економічного обґрунтування виробництва маленького автомобіля для міста.
1 червня 1994 року починається розвиток Smart в Реннінгені (Renningen) поблизу Штутгарта (Stuttgart).

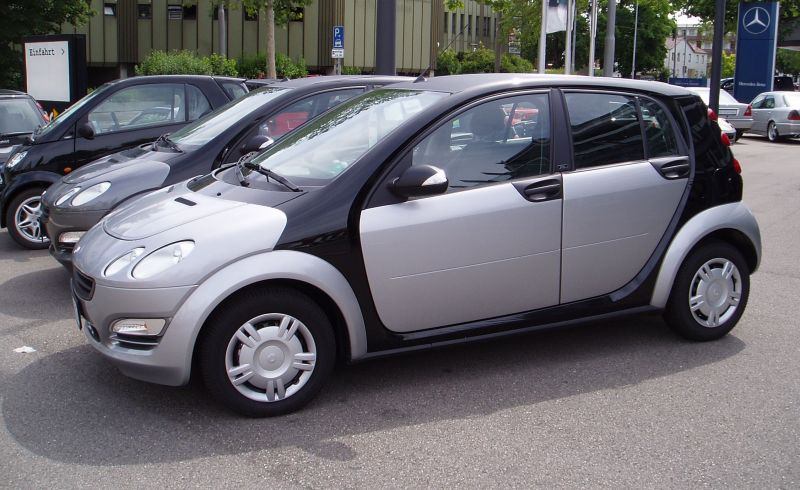
Smart Forfour

У вересні 1995 на Міжнародній автомобільній виставці у Франкфурті (Frankfurt) на суд громадськості був представлений перший прототип Smart. 11 жовтня видано дозвіл на будівництво заводу, а всього через 3 дні, 14 жовтня 1995, у фундамент був закладений перший камінь.
У червні 1996, попри те, що Smart ще не запущений в продаж, авто отримує нагороду «Europaischen Design-Preis» в Маастріхті (Maastricht).
12 червня 1997 Daimler-Benz AG відкриває завод в берлінському районі Мариенфельде (Berlin-Marienfelde) з виробництва двигунів для Smart. 1 липня 1998 починається виробництво Smart. 10 липня 1998 по всій Європі починається попередній продаж Smart.

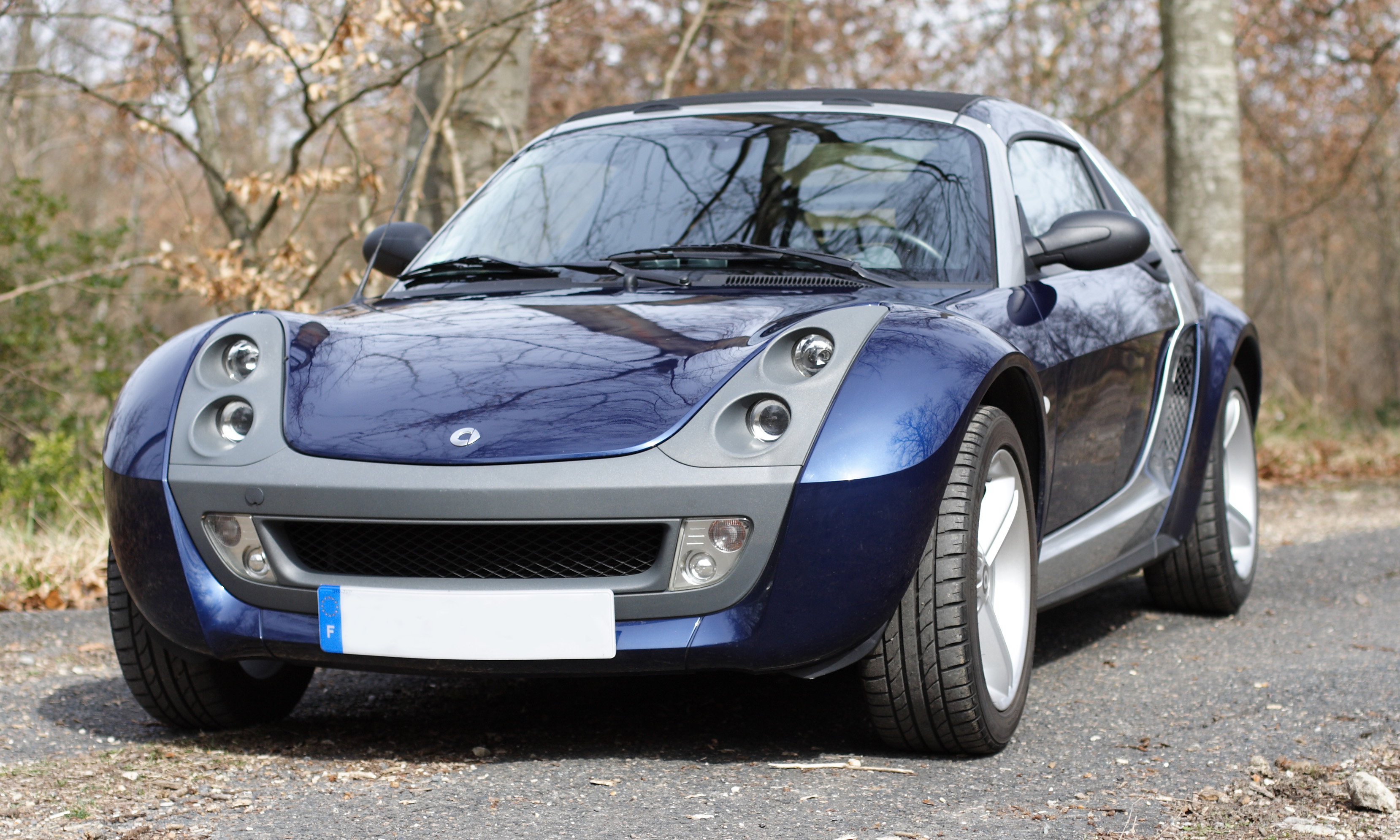
Smart Roadster

Жовтень 1998 є офіційною датою виходу на ринок Smart City-Coupe в Європі. Відкрито центри з продажу Smart у дев'яти європейських країнах: Бельгії, Німеччині, Франції, Італії, Люксембурзі, Австрії, Швейцарії, Іспанії та Нідерландах. 31 жовтня 1998 Swatch Group вирішує передати 19 % акцій Micro Compact Car AG компанії Daimler-Benz AG. В результаті цього MCC стане 100 % дочірнім підприємством Daimler-Benz AG.
У вересні 2000 МСС стає першим виробником, який облаштовує свої автомобілі точкою доступу до Інтернету. У березні 2001 року Штаб-квартира і Центр розвитку і продажів компанії Smart GmbH розміщується в Беблінгені (Boblingen).
У вересні 2002 року компанія Micro Compact Car Smart GmbH перейменовується в Smart GmbH. У вересні 2002 року в Hambach запущена нова лінія з виробництва Smart Roadster і Smart Roadster-Coupe.
У квітні 2003 року по всій Європі розпочато продаж Smart Roadster, Smart Roadster-Coupe, Smart City-Coupe BRABUS і Smart Cabrio BRABUS.

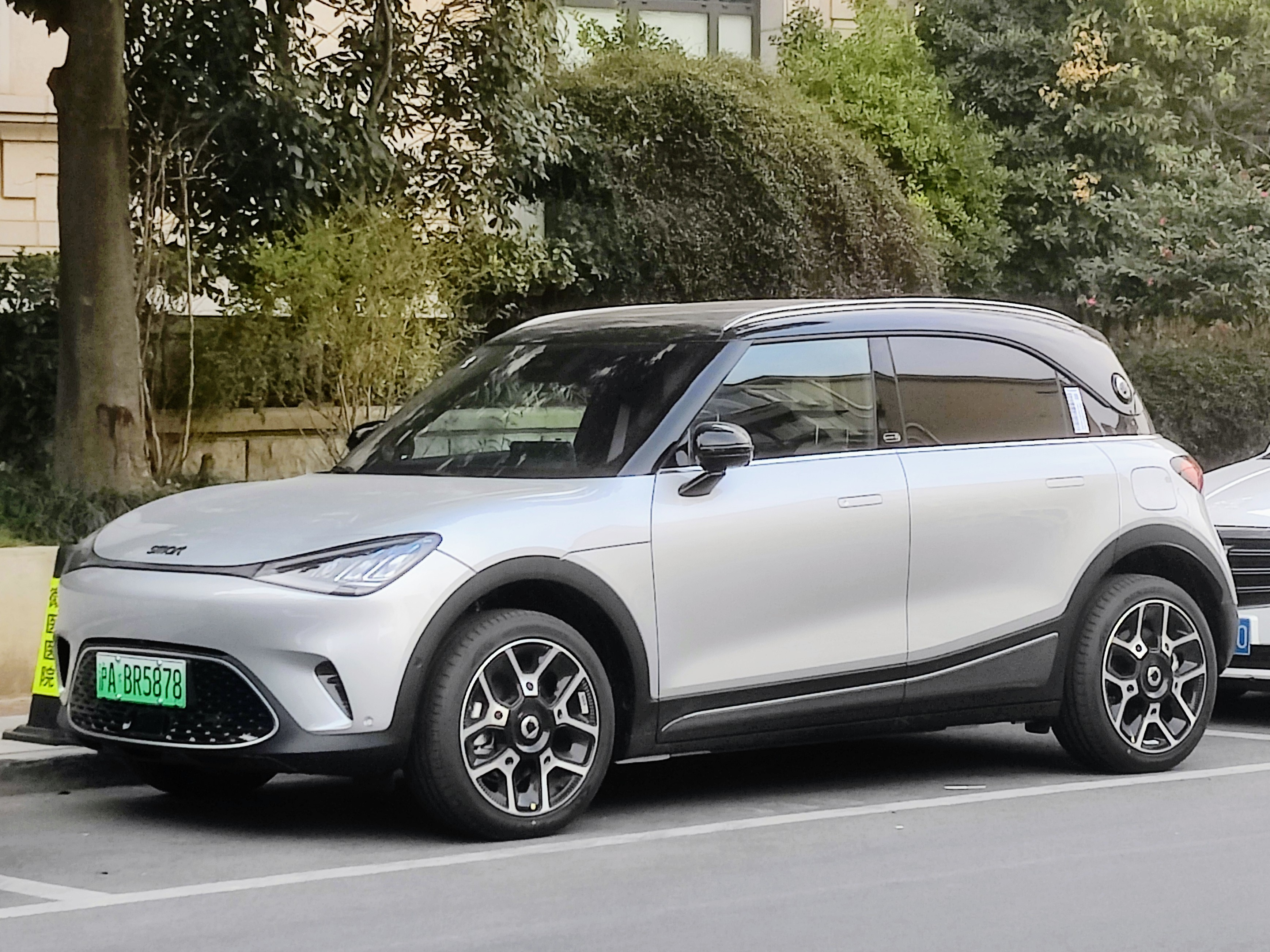
Smart #1

Згодом модельний ряд було розширено за рахунок чотиридверного суперміні, який отримав влучну назву Forfour (оригінальне міське купе було перейменовано на Fortwo, щоб відповідати новій схемі).
Розширення не збільшило прибутки компанії; Smart GmbH втратила майже чотири мільярди євро з 2003 по 2006 рр. Були прийняті плани щодо збільшення прибутковості компанії та інтеграції її операцій з Daimler (на той час DaimlerChrysler).
У 2005 році Daimler вирішив не купувати 50% акцій голландського заводу NedCar, який використовувався для виробництва ForFour, і припинив його виробництво. Запланований позашляховик під назвою Formore було знято з виробництва, оскільки складальний завод у Бразилії оснащувався устаткуванням, а виробництво родстера було припинено. У 2006 році, після падіння продажів і значних фінансових втрат, компанія Smart GmbH була ліквідована, а її діяльність була поглинута безпосередньо концерном DaimlerChrysler.
До квітня 2019 року Smart працював у складі підрозділу Mercedes-Benz Cars концерну Daimler AG, пропонуючи купе Fortwo, кабріолет Fortwo та хетчбек Forfour.
У 2019 році Daimler оголосив про створення спільного підприємства з китайським автовиробником Geely. 
Угода, загальною вартістю 5,4 млрд юанів (близько 830 млн доларів США), передбачає будівництво нового заводу в Китаї, на якому розпочнеться виробництво нового покоління автомобілів під брендом Smart. У 2021 році на автосалоні в Мюнхені було представлено перший концепт цього партнерства під назвою Concept #1. Концептуальний автомобіль побудований на платформі SEA компанії Geely і має деталі дизайну існуючих моделей Smart, включаючи панорамний скляний дах, безрамні задні двері які відкриваються проти ходу і великий 12,8-дюймовий (33 см) сенсорний екран інформаційно-розважальної системи.

## Модельний ряд
| Виробництво | Модель   | Картинка |
| з 2022      | Smart #1 |          |
| з 2023      | Smart #3 |          |
| з 2024      | Smart #5 |          |

### Колишній
| Виробництво                       | Модель                                                          | Картинка |
| 1998–2000                         | Smart City-Coupé & City-Cabrio* (*2000)                         |          |
| 2002                              | Smart Crossblade                                                |          |
| 2001–2007                         | Smart City-Coupé & City-Cabrio (перейменовано на Fortwo у 2004) |          |
| 2001–2004                         | Smart K (тільки у Японії)                                       |          |
| 2003–2005                         | Smart Roadster                                                  |          |
| 2004–2006                         | Smart Forfour I                                                 |          |
| 2008–2014                         | Smart Fortwo II                                                 |          |
| 2008–2014 (в обмеженій кількості) | Smart Fortwo ED (раніше відомий як EV)                          |          |
| 2014—2024                         | Smart Fortwo III                                                |          |
| 2014—2021                         | Smart Forfour II                                                |          |

## Концепт-кари
- Tridion 4 (2001)
- Crosstown (2005)
- Formore (2005)
- Forspeed (2011)
- Forvision (2011)
- For-Us (2012)
- Forstars (2012)
- Concept #1 (2021)
- Concept #5 (2024)

## Конкуренти
- Toyota iQ